# Longueval-Barbonval
Pour les articles homonymes, voir Longueval (homonymie).
Longueval-Barbonval est une commune déléguée de Les Septvallons et une ancienne commune française, située dans le département de l'Aisne en région Hauts-de-France.
L'ancienne commune, à la suite d'une décision du conseil municipal et par arrêté préfectoral du 9 novembre 2015, est devenue une commune déléguée de la nouvelle commune, Les Septvallons, depuis le 1er janvier 2016.

## Géographie
Longueval-Barbonval est située dans le département de l'Aisne, à vol d'oiseau à 23,5 km au sud-est de la préfecture de Laon, et à 23,8 km à l'est de la sous-préfecture de Soissons. 
Avant la création de la commune nouvelle de Les Septvallons, le 1er janvier 2016, Longueval-Barbonval était limitrophe de 6 communes, Vauxcéré (2,3 km), Serval (2,4 km), Dhuizel (2,7 km), Blanzy-lès-Fismes (2,7 km), Villers-en-Prayères (2,8 km), Viel-Arcy (3,2 km) et Révillon (3,5 km).
| Viel-Arcy |                     | Villers-en-Prayères et Révillon |
| Dhuizel   | Longueval-Barbonval | Serval                          |
| Vauxcéré  |                     | Blanzy-lès-Fismes               |

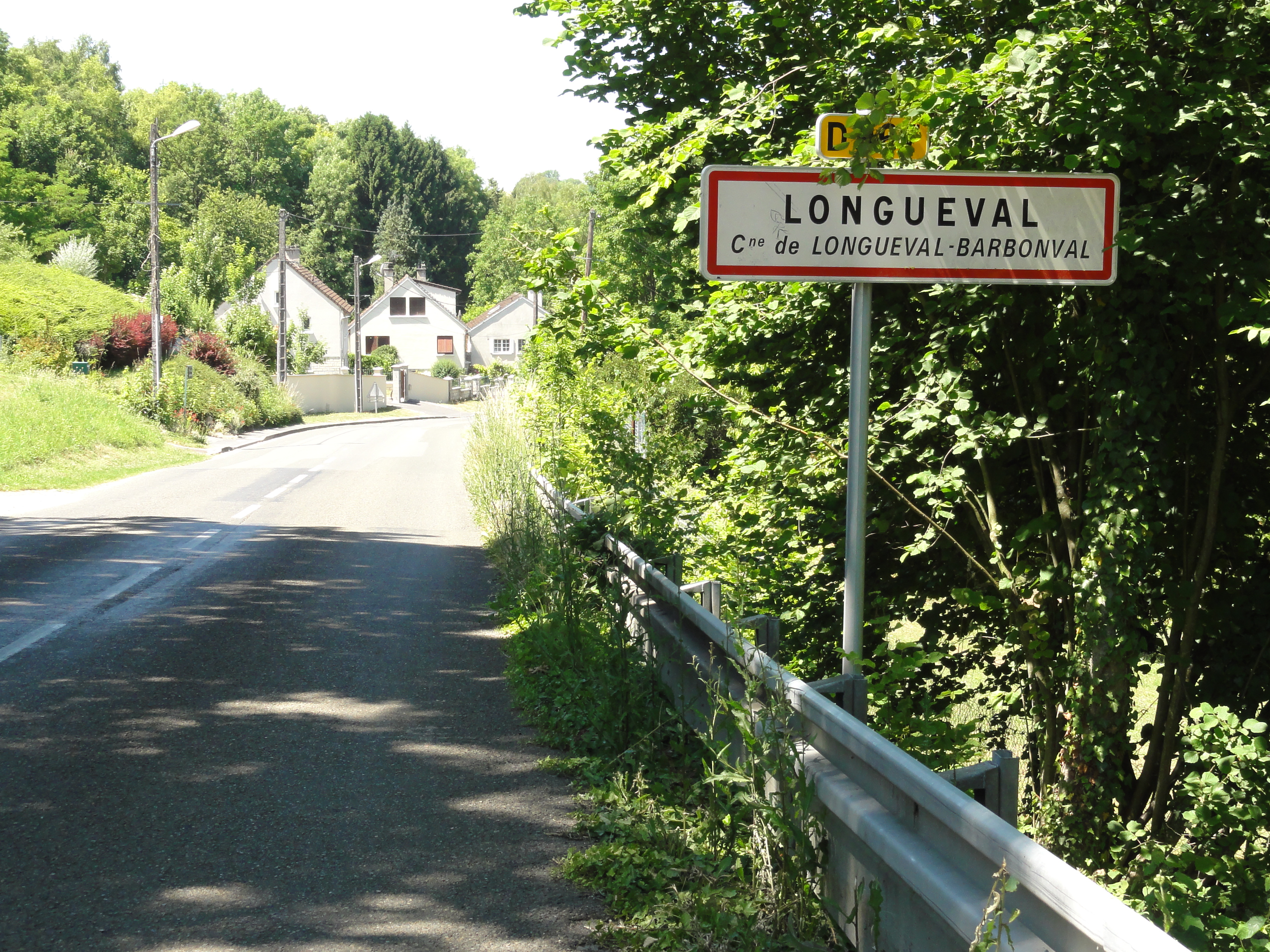
Entrée de Longueval.
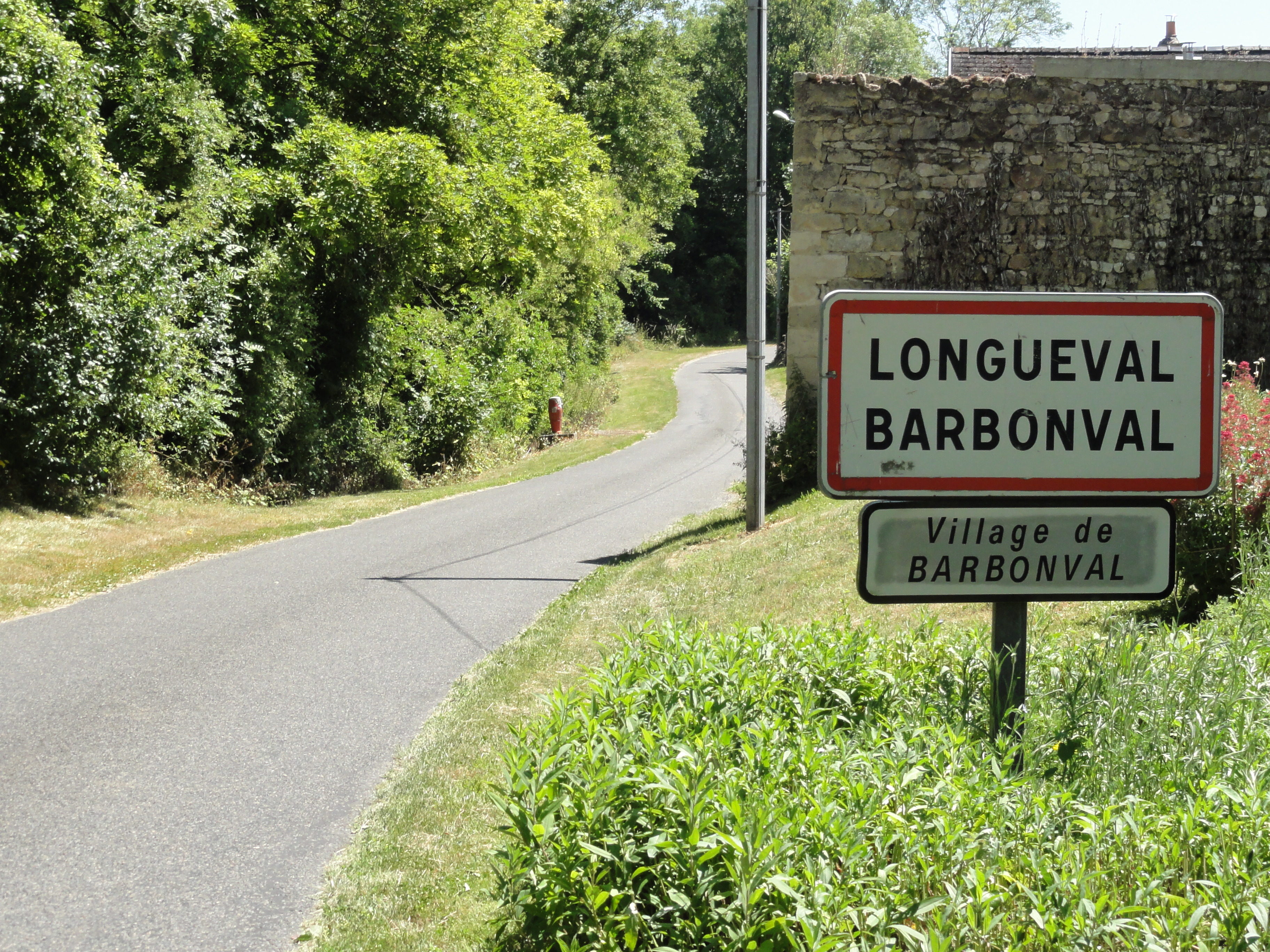
Entrée de Barbonval.

## Toponymie
Longueval est attesté sous les formes Longuavallis (1689) ; Longuevalle (1768).

Ce toponyme tire son nom de la situation à l'entrée d'un vallon : longa vallis, « longue vallée », le village est situé au fond d'une large gorge de la vallée de l'Aisne. 
Barbonval est attesté sous les formes Barbetallis (1169) ; Barbunval (1208) ; Barboval (XIVe siècle) ; Barbonvalle (1704).

## Histoire
Longueval et Barbonval ont fusionné le 1er janvier 1971 en formant la commune de Longueval-Barbonval.

## Politique et administration

### Liste des maires
| Période                                  | Période       | Identité     | Étiquette | Qualité |
| ---------------------------------------- | ------------- | ------------ | --------- | ------- |
| Les données manquantes sont à compléter. |               |              |           |         |
| mars 2001                                | mars 2014     | Roger Jesus  |           |         |
| mars 2014                                | Décembre 2015 | Carlos Lucas | DVD       | Artisan |

### Maires délégués
| Période          | Période                       | Identité     | Étiquette | Qualité                                                                        |
| ---------------- | ----------------------------- | ------------ | --------- | ------------------------------------------------------------------------------ |
| 1er janvier 2016 | En cours (au 18 juillet 2020) | Carlos Lucas | DVD       | Artisan Maire-adjoint des Septvallons (2020 → ) Réélu pour le mandat 2020-2026 |

## Démographie
L'évolution du nombre d'habitants est connue à travers les recensements de la population effectués dans la commune depuis 1793. Pour les communes de moins de 10 000 habitants, une enquête de recensement portant sur toute la population est réalisée tous les cinq ans, les populations de référence des années intermédiaires étant quant à elles estimées par interpolation ou extrapolation. Pour la commune, le premier recensement exhaustif entrant dans le cadre du nouveau dispositif a été réalisé en 2006.

En 2022, la commune comptait 502 habitants, en évolution de +3,29 % par rapport à 2016 (Aisne : −1,97 %, France hors Mayotte : +2,11 %).
| 1793 | 1800 | 1806 | 1821 | 1831 | 1836 | 1841 | 1846 | 1851 |
| ---- | ---- | ---- | ---- | ---- | ---- | ---- | ---- | ---- |
| 402  | 422  | 460  | 434  | 462  | 458  | 434  | 454  | 474  |

| 1856 | 1861 | 1866 | 1872 | 1876 | 1881 | 1886 | 1891 | 1896 |
| ---- | ---- | ---- | ---- | ---- | ---- | ---- | ---- | ---- |
| 431  | 436  | 477  | 422  | 428  | 395  | 405  | 354  | 325  |

| 1901 | 1906 | 1911 | 1921 | 1926 | 1931 | 1936 | 1946 | 1954 |
| ---- | ---- | ---- | ---- | ---- | ---- | ---- | ---- | ---- |
| 302  | 284  | 281  | 296  | 279  | 224  | 220  | 216  | 262  |

| 1962 | 1968 | 1975 | 1982 | 1990 | 1999 | 2006 | 2011 | 2016 |
| ---- | ---- | ---- | ---- | ---- | ---- | ---- | ---- | ---- |
| 268  | 299  | 310  | 343  | 358  | 406  | 452  | 490  | 486  |

| 2021 | 2022 | - | - | - | - | - | - | - |
| ---- | ---- | - | - | - | - | - | - | - |
| 494  | 502  | - | - | - | - | - | - | - |

## Lieux et monuments

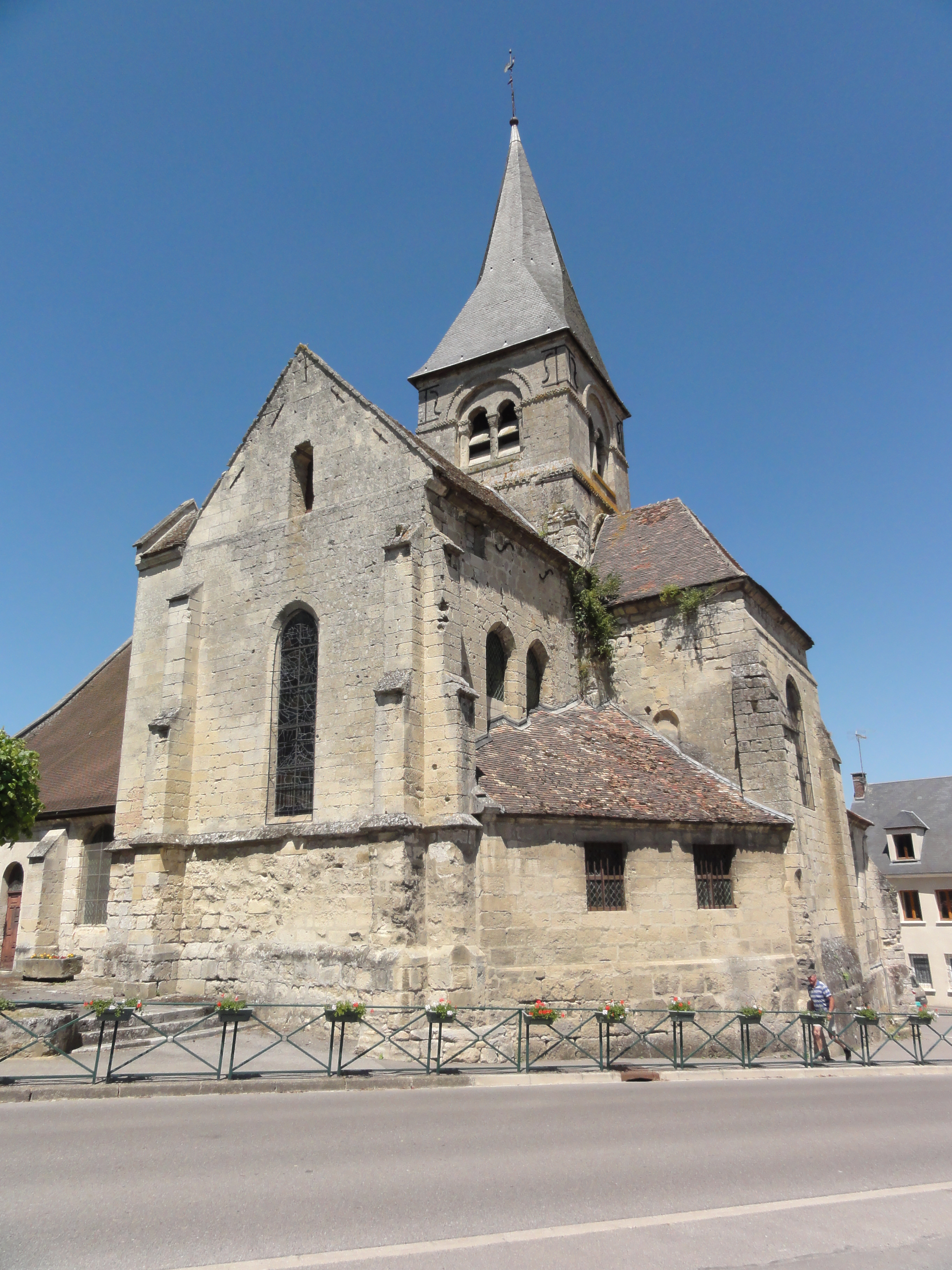
Église Saint-Macre.

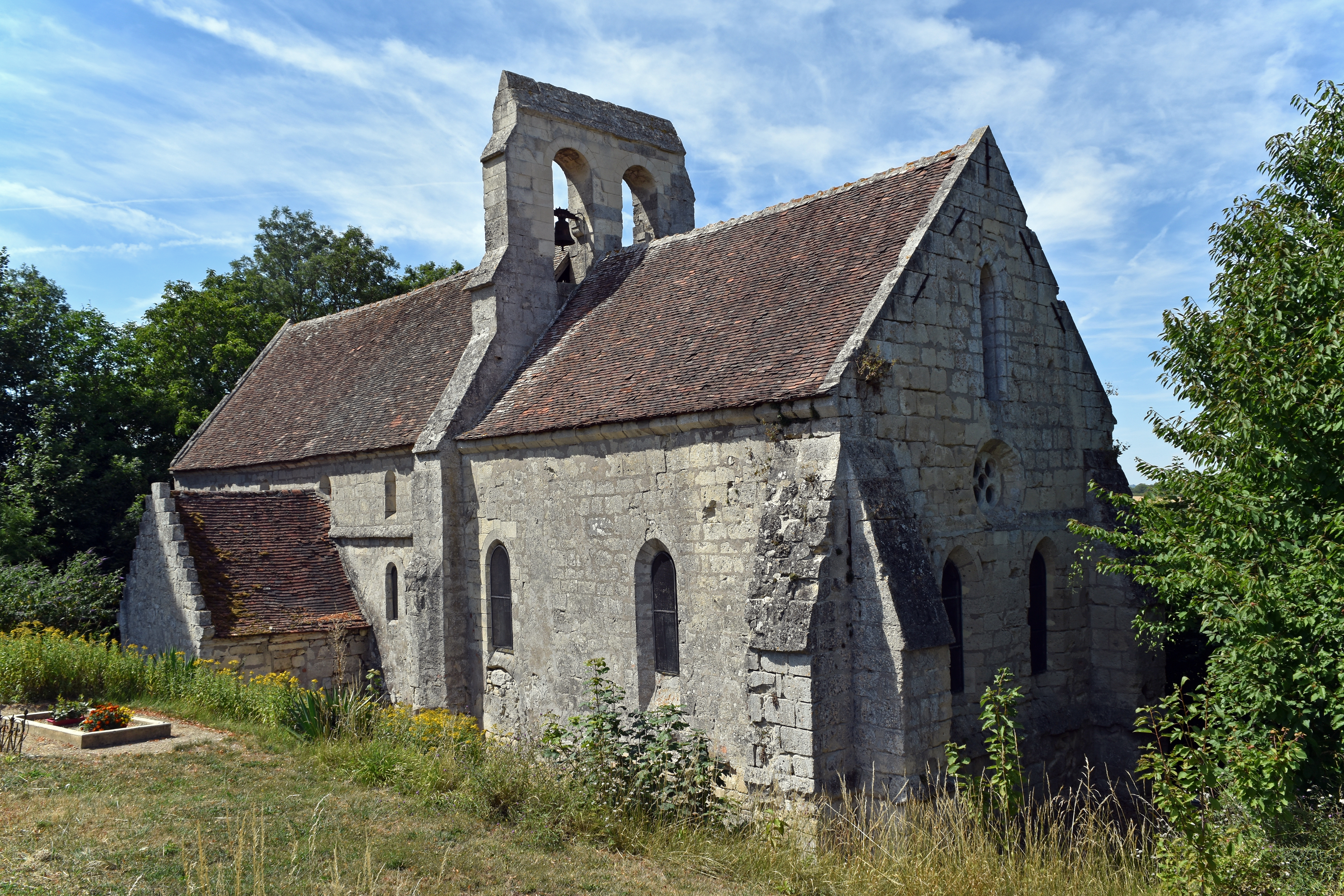
Église Saint-Pierre.

- Église Sainte-Macre de Longueval, dont les pierres blanches datent du XIIe siècle. L'église possède des vitraux modernes, œuvre de Claude Courageux, qui fut invité en 1980 à proposer un nouveau vitrail pour cette église par le père François-Joseph Sans, au service de la paroisse depuis 50 ans, qui voulait un nouveau vitrail portant sur la Résurrection. Dans les années qui suivirent, Claude Courageux façonna quatre autres vitraux pour l'église de Longueval. L'église accueille des orchestres venant de Heidelberg, de Salzbourg et reçoit de temps en temps le violoniste Ivry Gitlis.
- Église Saint-Pierre de Barbonval.
- Monument aux morts.
- Oratoire Notre-Dame-de-Bonne-Entente.
- Lavoir à Barbonval.
- Croix de cimetière de Longueval-Barbonval.

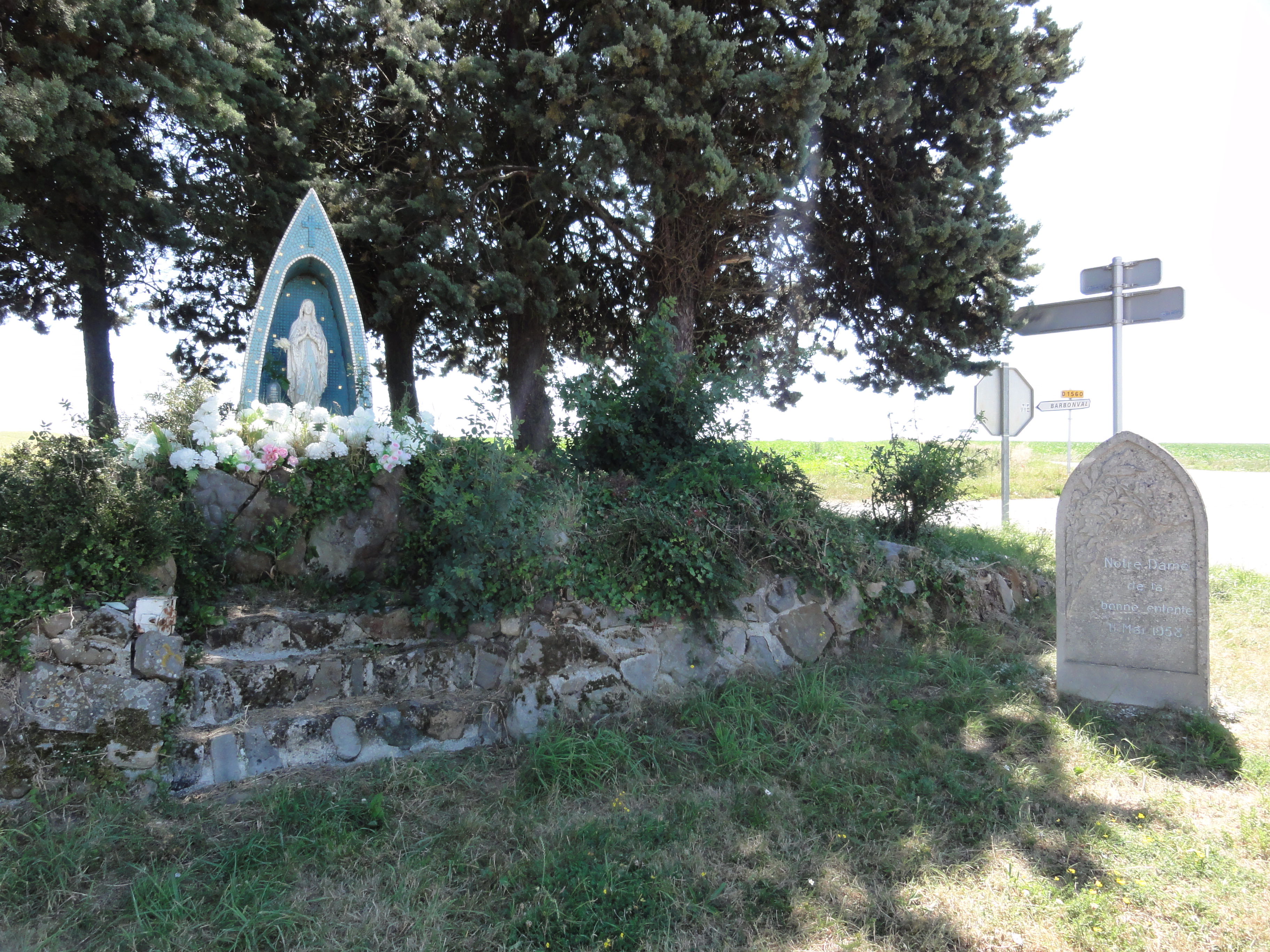
Oratoire Notre-Dame-de-Bonne-Entente.
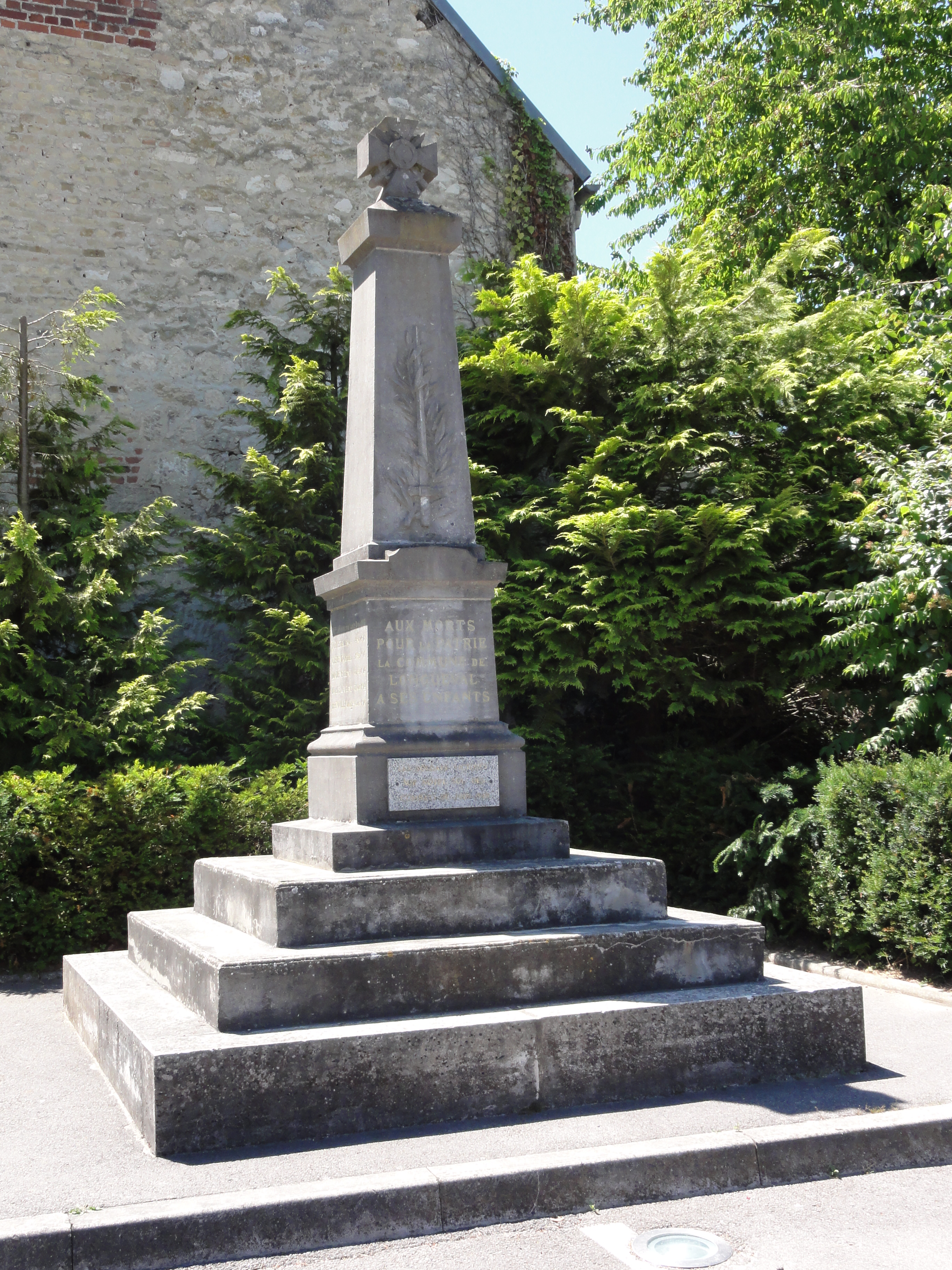
Monument aux morts.
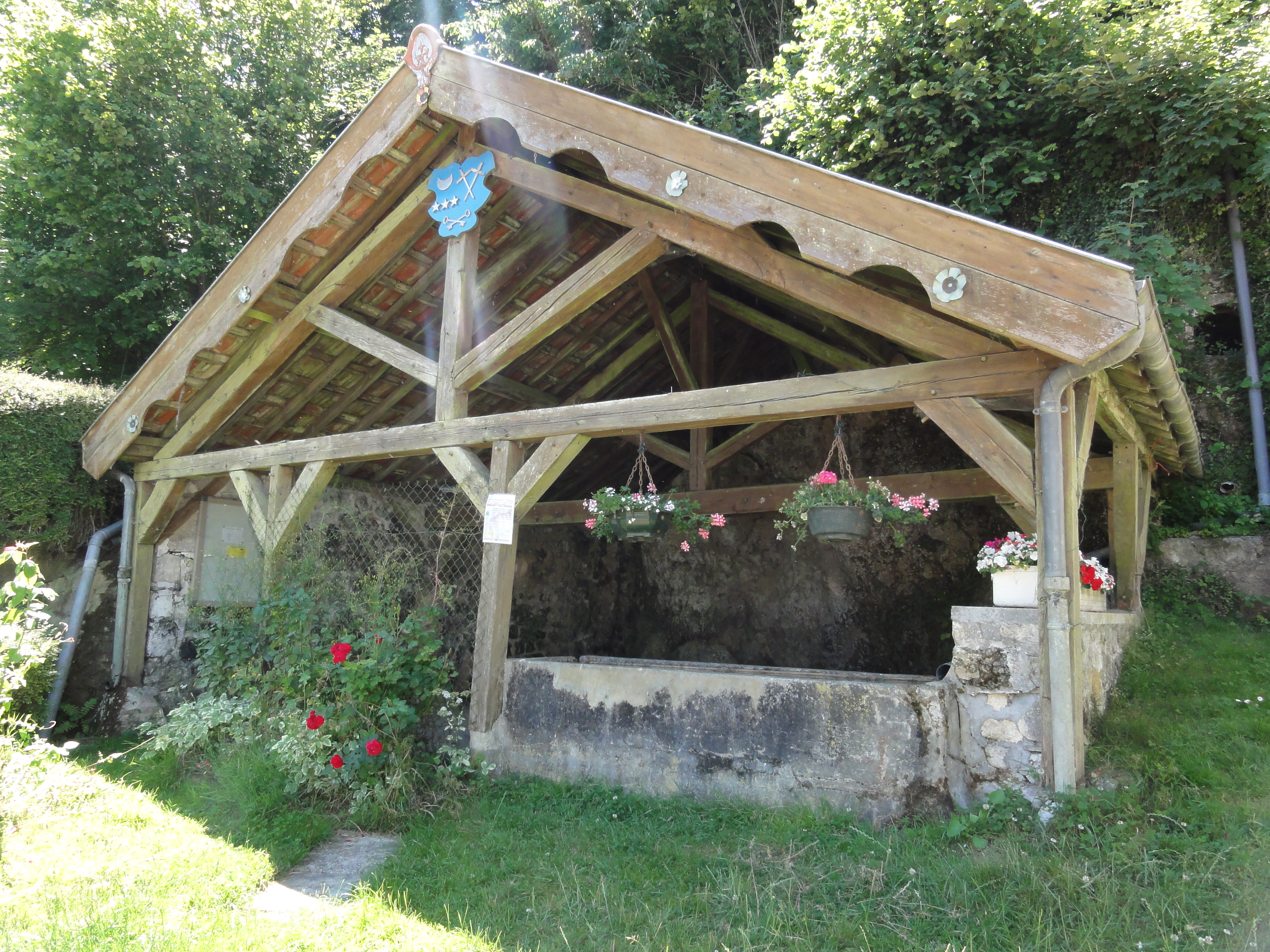
Lavoir à Barbonval.

## Personnalités liées à la commune
Eustache Deschamps seigneur de Barbonval (ca. 1340 - ca. 1404), poète français.